# Broćanac Nikšićki
Broćanac Nikšićki (cyr. Броћанац Никшићки) – wieś w Czarnogórze, w gminie Nikšić. W 2011 roku liczyła 76 mieszkańców.